# Adam Lockwood
Adam Lockwood (Wakefield, 26 ottobre 1981) è un allenatore di calcio ed ex calciatore inglese, di ruolo difensore.

## Caratteristiche tecniche
Difensore centrale, può giocare anche da terzino destro.

## Carriera

### Club
Cresciuto nel Reading, dopo un paio di prestiti tra i dilettanti, Lockwood si accasa allo Yeovil Town, in Conference National, il quinto livello del calcio inglese. Durante le sue cinque stagioni a Yeovil aiuta il club a scalare i livelli del calcio inglese, vincendo il campionato di quinta divisione (2002) e quello di quarta categoria (2005) in quattro anni. Trasferitosi al Doncaster Rovers (Football League One), nel 2008 la società vince i play-off e ottiene la promozione in Championship. Dopo quattro anni in seconda divisione, Lockwood nel 2012 passa al Bury e la squadra retrocede dalla terza alla quarta divisione. Svincolatosi dal Bury, nell'ottobre del 2013 si accorda con il Guiseley, squadra dilettante di sesta categoria: rimane tra i dilettanti fino a gennaio, quando accetta il contratto dell'Oldham Athletic, ritornando a giocare tra i professionisti.
Vanta 66 presenze e 3 gol in Championship.

## Palmarès

### Club

#### Competizioni nazionali
- Conference National: 1

Yeovil Town: 2001-2002
- Football League Two: 1

Yeovil Town: 2004-2005